# Azerbaijão nos Jogos Olímpicos de Verão de 2012

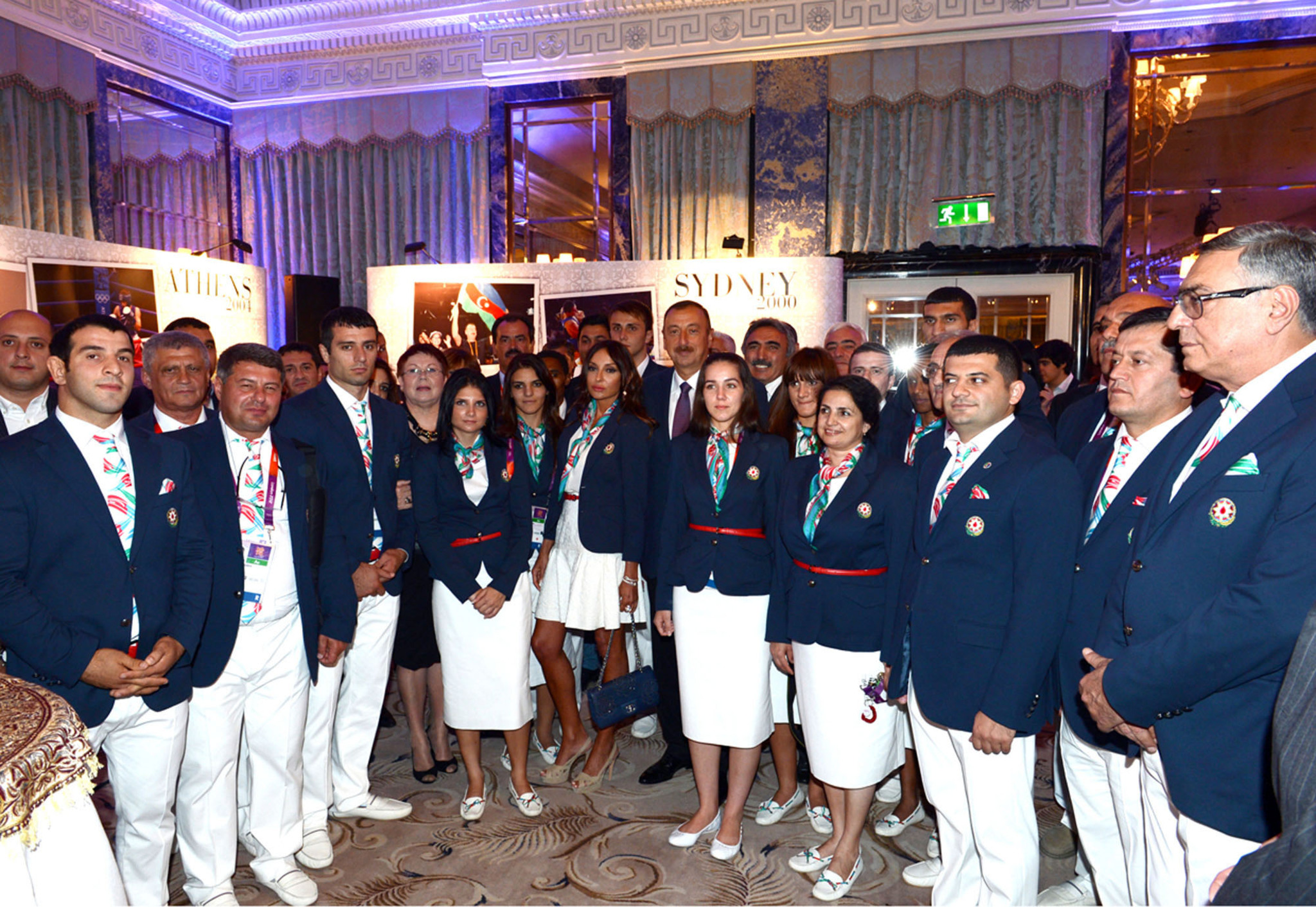
cerimônia paralela aos 30º Jogos Olímpicos de Londres

O Azerbaijão competiu nos Jogos Olímpicos de Verão de 2012, que aconteceram na cidade de Londres, no Reino Unido, de 27 de julho até 12 de agosto de 2012.

## Medalhistas
| Atleta               | Esporte        | Evento                           | Medalha |
| -------------------- | -------------- | -------------------------------- | ------- |
| Toghrul Asgarov      | Lutas          | Livre até 60 kg masculino        | Ouro    |
| Sharif Sharifov      | Lutas          | Livre até 84 kg masculino        | Ouro    |
| Rovshan Bayramov     | Lutas          | Greco-romana até 55 kg masculino | Prata   |
| Mariya Stadnik       | Lutas          | Livre até 48 kg feminino         | Prata   |
| Khetag Gazyumov      | Lutas          | Livre até 96 kg masculino        | Bronze  |
| Emin Ahmadov         | Lutas          | Greco-romana até 74 kg masculino | Bronze  |
| Yuliya Ratkevich     | Lutas          | Livre até 55 kg feminino         | Bronze  |
| Teymur Mammadov      | Boxe           | Peso pesado                      | Bronze  |
| Magomedrasul Majidov | Boxe           | Peso superpesado                 | Bronze  |
| Valentin Hristov     | Halterofilismo | Até 56 kg masculino              | Bronze  |

## Desempenho

### Atletismo
Masculino
| Atleta          | Evento               | Preliminar | Preliminar | Quartas-de-final | Quartas-de-final | Semifinal | Semifinal | Final       | Final       |
| Atleta          | Evento               | Marca      | Posição    | Marca            | Posição          | Marca     | Posição   | Marca       | Posição     |
| --------------- | -------------------- | ---------- | ---------- | ---------------- | ---------------- | --------- | --------- | ----------- | ----------- |
| Dzmitry Marshin | Arremesso de martelo | 72,85m     | 20º        |                  |                  |           |           | Não avançou | Não avançou |

### Halterofilismo
Masculino
| Atleta            | Evento | Arranque (kg) | Arremesso (kg) | Total (kg) | Posição           |
| ----------------- | ------ | ------------- | -------------- | ---------- | ----------------- |
| Valentin Hristov  | -56kg  | 127,0         | 159,0          | 286,0      | Medalha de bronze |
| Afgan Bayramov    | -69kg  | DNF           | DNF            | DNF        | DNF               |
| Sardar Hasanov    | -69kg  | 145,0         | 176,0          | 321,0      | 8º                |
| Intigam Zairov    | -94kg  | 182,0         | 215,0          | 397,0      | 6º                |
| Velichko Cholakov | +105kg |               |                |            |                   |

Feminino
| Atleta          | Evento | Arranque (kg) | Arremesso (kg) | Total (kg) | Posição |
| --------------- | ------ | ------------- | -------------- | ---------- | ------- |
| Boyanka Kostova | -58kg  | 105,0         | 128,0          | 233,0      | 5º      |

### Lutas
O Azerbaijão conquistaram sete vagas na Copa do Mundo de Lutas de 2011, realizada em Istanbul, na Turquia, do dia 12 ao dia 18 de setembro de 2011.
- Categoria de peso -66 kg, na luta livre masculina;
- Categoria de peso -74 kg, na luta livre masculina;
- Categoria de peso -84 kg, na luta livre masculina;
- Categoria de peso -120 kg, na luta livre masculina;
- Categoria de peso -55 kg, na luta greco-romana masculina;
- Categoria de peso -84 kg, na luta greco-romana masculina;
- Categoria de peso -48 kg, na luta livre feminina.

### Natação
Feminino
| Atletas             | Evento      | Eliminatórias | Eliminatórias | Semifinal   | Semifinal   | Final       | Final       |
| Atletas             | Evento      | Tempo         | Posição       | Tempo       | Posição     | Tempo       | Posição     |
| ------------------- | ----------- | ------------- | ------------- | ----------- | ----------- | ----------- | ----------- |
| Oksana Hatamkhanova | 100 m peito | 1min25s52     | 44º           | Não avançou | Não avançou | Não avançou | Não avançou |

### Remo
Masculino
| Equipe                 | Evento        | Eliminatórias | Eliminatórias | Repescagem | Repescagem | Quartas | Quartas  | Semifinal | Semifinal | Final   | Final                |
| Equipe                 | Evento        | Tempo         | Posição       | Tempo      | Posição    | Tempo   | Posição  | Tempo     | Posição   | Tempo   | Posição (Pos. final) |
| ---------------------- | ------------- | ------------- | ------------- | ---------- | ---------- | ------- | -------- | --------- | --------- | ------- | -------------------- |
| Aleksandar Aleksandrov | Skiff simples | 6m49s81       | 2º Q          | BYE        | BYE        | 6m56s36 | 3º S A/B | 7m20s80   | 3º FA     | 7m09s42 | 5º (5º)              |

### Taekwondo
O Azerbaijão conseguiu vaga para duas categorias de peso, ambas conquistadas no torneio de qualificação mundial:
- até 80 kg masculino;
- até 67 kg feminino.

### Tiro
Feminino
| Atleta         | Evento                | Qualificação | Qualificação | Final       | Final       | Posição |
| Atleta         | Evento                | Placar       | Posição      | Placar      | Total       | Posição |
| -------------- | --------------------- | ------------ | ------------ | ----------- | ----------- | ------- |
| Irada Ashumova | Pistola de ar de 10 m | 372          | 39º          | Não avançou | Não avançou | 39º     |